# Kotielnikowo
Kotielnikowo (ros. Котельниково) – miasto w południowo-zachodniej Rosji, w obwodzie wołgogradzkim, położone ok. 25 km na południowy wschód od Zbiornika Cymlańskiego. W 2010 roku miasto liczyło 19 712 mieszkańców.